# Joan Oliver i Fontanet
|  | «Joan Oliver » redirigeix aquí. Vegeu-ne altres significats a «Joan Oliver (desambiguació)». |

Joan Oliver i Fontanet (Barcelona, 1955) és un economista i periodista català.
Fou director de Televisió de Catalunya des del 2002 fins al 2004 en el primer canal de la qual dirigí i presentà l'espai Bon dia Catalunya des de 1996 fins al 2003. Com a periodista especialitat en temes d'economia també ha col·laborat en el diari Avui, les revistes Actual i Dossier Econòmic i l'emissora de ràdio RAC 1.
El maig de 2007 Oliver fou contractat pel Futbol Club Barcelona per promocionar i dirigir les activitats de l'entitat als Estats Units d'Amèrica. El setembre de 2008 fou nomenat director general de l'entitat, en substitució d'Anna Xicoy, càrrec que desenvolupà fins al juny de 2010.
Fou membre del consell assessor de la Fundació Centre d'Estudis Jordi Pujol. Joan Oliver és també membre del patronat de la Fundació Catalunya Oberta

## Vinculació amb el CF Reus Deportiu
A mitjans del 2013, es va convertir en màxim accionista del CF Reus Deportiu, club que militava llavors al grup tres de la Segona Divisió B. Joan Oliver, a l'estiu del 2014 professionalitza totes les àrees de l'entitat roig-i-negre i confecciona una plantilla amb l'objectiu d'ascendir a la Segona Divisió espanyola. Joan Oliver manté una gran amistat amb el considerat el millor agent de futbolistes Jorge Mendes, agent del jugador Cristiano Ronaldo. De la mà de Jorge Mendes arriben joves jugadors internacionals amb la selecció portuguesa. El jugador amb més renom és el veterà portuguès Vítor Silva (exjugador del primer equip del Sporting de Lisboa i Paços de Ferreira amb el qual va disputar la Champions League com a capità).
El desembre de 2018 el club, però, va estar a un pas de la desaparició, quan els futbolistes van denunciar el club davant La Liga per impagaments. El CF Reus tenia un deute de cinc milions d'euros entre salaris, deutes amb Hisenda i proveïdors.
El 15 de desembre el club va anunciar "in extremis" el pagament de les nòmines endarrerides per continuar competint a Segona Divisió.
Finalment, el 21 de gener de 2019 el club comunica que ven les accions de Joan Oliver a l'empresariat americà US State Real Investment.